# 유안타인베스트먼트
유안타인베스트먼트(영어: Yuanta Investment Co., Ltd.)는 대만 유안타금융그룹 계열의 벤처캐피탈 회사이다. 중소기업 창업지원법에 기초하여 창업중소기업에 대한 투자 및 창업투자조합의 관리 등을 목적으로 설립된 Venture Capital • 기업구조조정 전문회사이다.

## 연혁
- 1989년 4월: 동양창업투자㈜ 설립
- 2006년 7월: 기업구조조정전문회사 등록
- 2010년 3월: 동양인베스트먼트㈜로 사명 변경
- 2014년 12월: 유안타인베스트먼트㈜로 사명 변경

## 주요사업
기술집약적 중소기업 및 벤처기업에 대한 투자, 기업구조조정투자, M&A, PEF 투자, 투자기업에 대한 자금 및 경영지원 등
▶ 벤처투자
신성장동력산업, 그린기술산업, 정보통신, 전기전자부품, 반도체장비, 바이오 및 부품소재 분야의
중소 및 벤처기업 투자
▶ 기업투자
내재가치 대비 저평가된 기업 또는 M&A 시 Synergy Effect를 창출할 수 있는 기업 투자
사모투자전문회사(PEF, Private Equity Fund) 운용